# Someș
Le Someș (en roumain) ou Szamos ([ˈsɒmoʃ], en hongrois) (Samus en latin) est une rivière du bassin du moyen Danube, ayant sa source en Transylvanie au nord-ouest de la Roumanie et se jetant dans la Tisza en Hongrie.

## Géographie
Il résulte de la confluence dans la ville de Dej de deux rivières : 
- le Grand Someș (en roumain Someșul Mare), qui prend sa source dans les monts Rodna, dans le județ de Bistrița-Năsăud (dans les Carpates orientales)
- le Petit Someș (en roumain Someșul Mic) ayant sa source dans les monts Apuseni (dans les Carpates occidentales roumaines) dans le județ de Cluj. Le Petit Someș résulte de la confluence du :
  - Someș Chaud (en roumain Someșul Cald)
  - Someș Froid (en roumain Someșul Rece).

La vallée creusée par le Someș sépare le plateau de Someș (au nord) de la plaine de transylvanie (au sud). 

## Le Petit Someș et ses confluents
Le Someș Froid prend sa source aux environs du mont Balomireasa (qui culmine à 1 632 m) et s'écoule sur environ 45 km en direction du nord-est pour se jeter dans le lac Gilău à la hauteur de la localité de Someșu Rece. Il a un affluent notable, le Răcătău.
Quant au Someș Chaud, il prend sa source dans la grotte de Cetatea Rădesei, se jette dans le lac Fântânele à la hauteur de la localité de Smida pour en ressortir vers Beliș. Il se faufile ensuite par une gorge, traverse le lac Tarnița pour finalement se jeter dans le lac Gilău à la hauteur de la localité de Someșu Cald après un trajet d'environ 65 km. Sa direction générale est le nord-est. Ses affluents sont le Ponorul, la Fira, le Beliș et la Rișca.
Ensemble, ils en ressortent sous le nom de Petit Someș, traversent la ville de Cluj-Napoca pour rejoindre, après environ 80 km, le Grand Someș à l'est de la ville de Dej. Sa direction générale est le nord. Leurs affluents sont le Căpușul, le Feneș, le Gârbău, le Nadaș, le Becaș, la Valea Caldă, le Maraloi, la Borșa, le Suatu, la Lonea, le Lujerdiu, la Mărului, l'Ornan, la Kung, l'Ocna et l'Ungurașul.

## Le Grand Someș
Il prend sa source dans les monts Rodna et accessoirement dans le massif Suhard, traverse la station thermale de Sângeorz-Băi, les villes de Năsăud et de Beclean pour rejoindre après environ 120 km en direction de l'ouest le Petit Someș près de Dej.

## Le Someș
Sous le nom de Someș, le Petit et le Grand Someș réunis traversent ensuite les villes de Dej, Jibou, Ulmeni, Seini, Satu Mare, passent la frontière hongroise près de Csenger et rejoignent la Tisza peu avant la localité de Vásárosnamény, le tout sur une distance d'environ 270 km, suivant un cours très méandreux en direction du nord-ouest. Ce n'est qu'à partir de Satu Mare que son cours est relativement rectiligne. Mais même ici, le Someș n'est pas navigable.
Le Someș, en raison des pluies diluviennes qui s'étaient abattues sur les montagnes du nord-ouest du pays, a provoqué en mai et juin 1970 de dramatiques inondations qui ont provoqué de très grands dégâts et la mort de plusieurs dizaines de personnes. Plusieurs villages du județ de Satu Mare, en aval de la ville de Satu Mare, furent entièrement détruits et abandonnés : Lunca Apei dans la commune d'Apa, Cucu et Eni dans la commune d'Odoreu.
Il a été gravement pollué en 2000 par le déversement accidentel dans un de ses affluents de tonnes de cyanures (voir l'article Catastrophe de Baia Mare).

### Communes traversées
județ de Sălaj : Gâlgău, Rus, Ileanda, Letca, Lozna, Băbeni, Surduc, Jibou, Someș-Odorhei, Benesat.
județ de Maramureș : Ulmeni, Mireșu Mare, Sălsig, Fărcașa, Gârdani, Ardusat, Cicârlău, Seini.
județ de Satu Mare : Valea Vinului, Apa, Medieșu Aurit, Culciu, Odoreu, Păulești, Satu Mare, Vetiș, Dorolț.

## Les affluents du Someș
Les principaux affluents de la rive gauche sont l'Almaș, l'Agrij et la Sălaj. La Lăpuș est le principal affluent de la rive droite.